# Nathalie Borgers
Nathalie Borgers, née en 1964 à Bruxelles, est une actrice, réalisatrice, documentariste et scénariste belge.

## Biographie
Nathalie Borgers commence sa carrière comme journaliste pour la Radio-télévision belge de la Communauté française (RTBF). Elle étudie la réalisation et la production audiovisuelle à l'Université d'État de San Francisco en 1987.  
En 1989, elle est lauréate du Prix Écriture Documentaire, un prix étudiant décerné par la National Academy of Television Arts and Sciences de Californie du Nord. En 1990, elle est diplômée du département des arts de diffusion. 

## Carrière professionnelle
De retour en Europe, Nathalie Borgersco-produit et co-réalise avec Leslie Asako Gladsjo, un premier documentaire Vérité assiégée (1994), qui est consacré à la résistance des journalistes dans un conflit armé en Croatie, en Serbie et en Bosnie entre 1991 et 1995. Diffusée en Australie, au Canada et en Europe, le film est sélectionné dans différents festivals internationaux, et récompensé de plusieurs prix, dont le Prix spécial du jury au Festival international du film de San Francisco.
Nathalie Borgers écrit et réalise de nombreux documentaires primés entre l'Afrique et L'Europe. En 2002, le documentaire Krone, l'Autriche entre les lignes, interroge le rôle du quotidien d'information autrichien Kronen Zeitung dans la montée de l'extrême droite en Autriche,. En 2004, elle dresse les portraits de jeunes femmes autrichiennes d'origine turque confrontée à la tradition des mariages arrangés dans L'arrangement.
En 2009, Nathalie Borgers réalise le documentaire Vents de sable, femmes de roc. Alors que les hommes s'occupent de faire paître les chameaux, les femmes Toubous de Bedouaram effectuent chaque année les 1 500 kilomètres de la caravane des dattes, seules avec leurs enfants à travers le Sahara,. Grâce aux revenus de la vente des dattes, un foyer nomade peut se procurer les vives et biens nécessaires à sa survie pendant un an,,. 
En 2011, avec Bons baisers de la colonie, Nathalie Borgers raconte l'histoire de Suzanne, fille d'un agent de l'État colonial et d'une mère africaine à une époque où les unions interraciales sont strictement interdites. La réalisatrice s'inspire de l'existence de sa tante, née au Rwanda et ramenée en Belgique dans les années 1930. En 2019, elle réalise The Remains - Après l’Odyssée ou l'impossible deuil de migrants rescapés des eaux, qui ont tout perdu en traversant l’océan.

## Filmographie

### Actrice
- 2003 : Record du monde de Bruno Andoque

### Réalisatrice
Parmi une liste non exhaustive :
- 1994 : Vérité assiégée
- 1998 : Le Singe, cet homme, court métrage
- 1999 : Zero Casualty War?
- 2002 : Krone, l'Autriche entre les lignes
- 2003 : Nano, la nouvelle dimension
- 2004 : L'arrangement
- 2005 : Arrangements avec le destin, téléfilm
- 2006 : Où sont les femmes ? Les Françaises et la politique
- 2008 : Desperately Seeking Belgium
- 2009 : Vents de sable, femmes de roc
- 2011 : Bons baisers de la Colonie
- 2015 : Catching Haider
- 2019 : The Remains – After the Odyssee